# Evetofte
Evetofte – miasto w Danii, w regionie Stołecznym, w gminie Halsnæs.